# Le Virginien
 (novembre 2021).
Si vous disposez d'ouvrages ou d'articles de référence ou si vous connaissez des sites web de qualité traitant du thème abordé ici, merci de compléter l'article en donnant les références utiles à sa vérifiabilité et en les liant à la section « Notes et références ».
Pour les articles homonymes, voir The Virginian.
Le Virginien (The Virginian, puis The Men from Shiloh) est une série télévisée américaine en 249 épisodes de 75 minutes en couleurs, créée par Charles Marquis Warren d'après le roman éponyme d'Owen Wister, et diffusée entre le 19 septembre 1962 et le 24 mars 1971 sur le réseau NBC.
Au Québec, la série a été diffusée à partir du 14 septembre 1964 à Télé-Métropole, et en France, à partir du 9 janvier 1966 sur la deuxième chaîne de l'ORTF.

## Synopsis
Cette série met en scène les aventures du « Virginien », personnage dont on ignore le nom. Il est le régisseur du ranch de Shiloh, situé près de Medicine Bow dans le Wyoming.

## Distribution
- James Drury (VF : Roger Rudel) : le Virginien
- Doug McClure (VF : Pierre Fromont) puis Marc de Georgi) : Trampas
- Lee J. Cobb (VF : Claude Bertrand) : juge Henry Garth (saisons 1 à 4)
- Gary Clarke (en) (VF : Jacques Bernard) : Steve Hill (saisons 1 et 2)
- Roberta Shore (en) : Betsy Garth (saisons 1 à 3)
- Pippa Scott : Molly Wood (saison 1)
- Randy Boone (en) (VF : Claude Mercutio) puis Bernard Murat) : Randy Benton (saisons 2 à 4)
- Clu Gulager : shérif Emmett Ryker (saisons 3 à 6)
- L. Q. Jones : Andy Belden (saisons 3 à 5)
- Diane Roter (en) : Jennifer Sommers (saison 4)
- Ross Elliott : shérif Mark Abbott (saisons 5 à 8)
- Charles Bickford : John Grainger (saison 5)
- Sara Lane (en) : Elizabeth Grainger (saisons 5 à 8)
- John McIntire : Clay Grainger (saisons 6 à 8)
- Jeanette Nolan : Holly Grainger (saisons 6 à 8)
- David Hartman : David Sutton (saison 7)
- Stewart Granger : colonel Alan MacKenzie (saison 9)
- Lee Majors : Roy Tate (saison 9)

### Invités
- Lee Marvin
- Robert Redford
- Mort Mills
- Charles Bronson
- Harrison Ford
- Adrienne Ellis

## Épisodes
Sur les 249 épisodes produits, seulement 100 ont été doublés et diffusés en français. Sur les listes suivantes, les épisodes disposant d'un titre français sont en langue française.

### Première saison (1962-1963)
1. L'Exécution (The Executioners) (19 septembre 1962) avec Hugh O'Brian
2. Woman from White Wing (26 septembre 1962) avec Barry Sullivan
3. Throw a Long Rope (3 octobre 1962) avec Jack Warden
4. La Clôture (The Big Deal) (10 octobre 1962) avec Ricardo Montalban
5. The Brazen Bell (17 octobre 1962) avec Pippa Scott
6. Le Dernier Combat (Big Day, Great Day) (24 octobre 1962) avec Aldo Ray
7. Les Héros (Riff Raff) (7 novembre 1962) avec Ray Danton
8. Impasse (14 novembre 1962) avec Tom Skerritt
9. It Tolls for Thee (21 novembre 1962) avec Lee Marvin
10. Un joyeux luron (West) (28 novembre 1962) avec Steve Cochran
11. Les Enfants du diable (The Devil's Children) (5 décembre 1962) avec Charles Bickford
12. Fifty Days to Moose Jaw (12 décembre 1962) avec Brandon De Wilde
13. L'Accusatrice (The Accomplice) (19 décembre 1962) avec Bette Davis
14. Tu as gâché ma vie (The Man from The Sea) (26 décembre 1962) avec Tom Tryon
15. Duel à Shiloh (Duel at Shiloh) (2 janvier 1963) avec DeForest Kelley
16. The Exiles (9 janvier 1963) avec Tammy Grimes
17. Le Verdict (The Judgement) (16 janvier 1963) avec John Kerr
18. Le Grizzly (Say Goodbye to All That) (23 janvier 1963) avec Fabian
19. Le mort a disparu (The Man Who Couldn't Die) (30 janvier 1963) avec Vera Miles
20. C'est moi qui l'ai tué (If You Have Tears) (13 février 1963) avec Robert Vaughn
21. The Small Parade (20 février 1963) avec David Wayne
22. Vengeance (Vengeance is the Spur) (27 février 1963) avec Michael Rennie
23. The Money Cage (6 mars 1963) avec Steve Forrest
24. The Golden Door (13 mars 1963) avec Robert Duvall
25. Libération anticipée (A Distant Fury) (20 mars 1963) avec Ida Lupino
26. Lui ou moi (Echo of Another Day) (27 mars 1963) avec Bradford Dillman
27. Strangers at Sundown (3 avril 1963) avec Skip Homeier
28. The Mountain of the Sun (The Judgement) (17 avril 1963) avec Dolores Hart
29. Escapade (Run Away Home) (24 avril 1963) avec Steve Brodie
30. The Final Hour (1er mai 1963) avec Ulla Jacobsson

### Deuxième saison (1963-1964)
1. Ride a Dark Trail (18 septembre 1963)
2. To make this place remember (25 septembre 1963)
3. En souvenir du passé (No Tears for Savannah) (2 octobre 1963)
4. Le Tueur (A Killer in Town) (9 octobre 1963)
5. Libéré sur Parole (The Evil That Men Do) (16 octobre 1963)
6. It takes a Big Man (23 octobre 1963)
7. Une vieille connaissance (Brother Thaddeus) (30 octobre 1963)
8. Marie Valonne (A Portrait of Marie Valonne) (6 novembre 1963)
9. Run Quiet (13 novembre 1963)
10. Intermède à Medecine Bow (Stopover in a Western Town) (27 novembre 1963)
11. The Fatal Journey (4 décembre 1963)
12. L'heure du souvenir (A Time Remembered) (11 décembre 1963)
13. Siège (Siege) (18 décembre 1963)
14. Le Désert Interdit (Man of Violence) (25 décembre 1963)
15. The Invaders (1er janvier 1964)
16. Roar from the Mountain (8 janvier 1964)
17. Un cœur d'or (The Fortunes of J. Jimerson Jones) (15 janvier 1964)
18. The Thirty Days of Gavin Heath (22 janvier 1964)
19. La Guerre des ranchs (The Drifter) (22 janvier 1964)
20. Le témoin (First to Thine Own Self) (12 février 1964)
21. A Matter of Destiny (19 février 1964)
22. Le Sourire du Dragon (Smile of a Dragon) (26 février 1964)
23. La Conférence (The Intruders) (4 mars 1964)
24. Qui est Mathieu Raine (Another's Footspteps) (11 mars 1964)
25. Tissu de mensonges (Rope of Lies) (25 mars 1964)
26. Le Secret de Brynmar Hall (The Secret of Brynmar Hall) (1er avril 1964)
27. The Long Quest (8 avril 1964)
28. A Bride for Lars (15 avril 1964)
29. La sauvageonne (Dark Destiny) (29 avril 1964)
30. On recherche (A Man Called Kane) (6 mai 1964)

### Troisième saison (1964-1965)
1. Ryker (16 septembre 1964)
2. The Dark Challenge (23 septembre 1964)
3. The Black Stallion (30 septembre 1964)
4. The Hero (7 octobre 1964)
5. Felicity's Spring (14 octobre 1964)
6. The Brazos Kid (21 octobre 1964)
7. Big Image ... Little Man (28 octobre 1964)
8. A Father for Toby (4 novembre 1964)
9. The Girl from Yesterday (11 novembre 1964)
10. Return a Stranger (18 novembre 1964)
11. All Nice and Legal (25 novembre 1964)
12. A Gallows for Sam Horn (2 décembre 1964)
13. Portrait of a Widow (9 décembre 1964)
14. The Payment (16 décembre 1964)
15. A Man of the People (23 décembre 1964)
16. The Hour of the Tiger (30 décembre 1964)
17. Two Men Named Laredo (6 janvier 1965)
18. Hideout (13 janvier 1965)
19. Six Graves at Cripple Creek (27 janvier 1965)
20. Lost Yesterday (3 février 1965)
21. A Slight Case of Charity (10 février 1965)
22. You Take the High Road (17 février 1965)
23. Shadows of the Past (24 février 1965)
24. Legend of a Lawman (3 mars 1965)
25. Timberland (10 mars 1965)
26. Dangerous Road (17 mars 1965)
27. Farewell to Honesty (24 mars 1965)
28. Old Cowboy (31 mars 1965)
29. The Showdown (14 avril 1965)
30. We've Lost a Train (21 avril 1965) Pilote de la série Laredo

### Quatrième saison (1965-1966)
1. The Brothers (15 septembre 1965)
2. Day of the Scorpion (22 septembre 1965)
3. A Little Learning (29 septembre 1965)
4. The Claim (6 octobre 1965)
5. The Awakening (13 octobre 1965)
6. Ring of Silence (27 octobre 1965)
7. Jennifer (3 novembre 1965)
8. Nobility of Kings (10 novembre 1965)
9. Show Me a Hero (17 novembre 1965)
10. Beyond the Border (24 novembre 1965)
11. The Dream of Stavros Karas (1er décembre 1965)
12. The Laramie Road (8 décembre 1965)
13. The Horse Fighter (15 décembre 1965)
14. Letter of the Law (22 décembre 1965)
15. Blaze of Glory (29 décembre 1965)
16. Nobody Said Hello (5 janvier 1966)
17. Men with Guns (12 janvier 1966)
18. La longue marche (Long Ride to Wind River) (19 janvier 1966)
19. Chaff in the Wind (26 janvier 1966)
20. The Inchworm's Got No Wings at All (2 février 1966)
21. Morgan Starr (Morgan Starr) (9 février 1966)
22. Les métis (Harvest of Strangers) (16 février 1966)
23. La Femme Sauvage (Ride a Cock-Horse to Laramie Cross) (23 février 1966)
24. Le Grand Massacre (One Spring Like Long Ago) (2 mars 1966)
25. Le retour de Golden Tom (The Return of Golden Tom) (9 mars 1966)
26. Les Chacals derrière les Loups (The Wolves Up Front, the Jackals Behind) (23 mars 1966)
27. That Saunders Woman (30 mars 1966)
28. En silence et sans gloire (No Drums, No Trumpets) (6 avril 1966)
29. La vendetta (A Bald-Faced Boy) (13 avril 1966)
30. La rage au cœur (The Mark of a Man) (20 avril 1966)

### Cinquième saison (1966-1967)
1. Un abîme de haine (Legacy of Hate) (14 septembre 1966)
2. Le piège de Delphi (Ride to Delphi) (21 septembre 1966)
3. La Captive (The Captive) (28 septembre 1966)
4. L'Orage (An Echo of Thunder) (5 octobre 1966)
5. Le Silencieux (Jacob Was a Plain Man) (12 octobre 1966)
6. Amnésie (The Challenge) (19 octobre 1966)
7. Le Proscrit (The Outcast) (26 octobre 1966)
8. La Piste De La Montagne Ashley (Ashley Trail to Ashley Mountain) (2 novembre 1966)
9. Un Héros De Roman (Dead-Eye Dick) (9 novembre 1966)
10. La Règle Du Jeu (High Stakes) (16 novembre 1966)
11. L'étalon sauvage (Beloved Outlaw) (23 novembre 1966)
12. Linda (Linda) (30 novembre 1966)
13. Jim Et Jim (The Long Way Home) (14 décembre 1966)
14. La Fille Sur La Montagne De Verre (Girl on the Glass Mountain) (28 décembre 1966)
15. La piste de la vengeance (Vengeance Trail) (4 janvier 1967)
16. Suzanne (Sue Ann) (11 janvier 1967)
17. La Montre De Nos Pères (Yesterday's Timepiece) (18 janvier 1967)
18. Le Justicier (Requiem for a Country Doctor) (25 janvier 1967)
19. Une Nuit D'Angoisse (The Modoc Kid) (1er février 1967)
20. Le Tournoi (The Gauntlet) (8 février 1967)
21. Sans pitié (Without Mercy) (15 février 1967)
22. Mélanie (Melanie) (22 février 1967)
23. Docteur Patricia O'neal (Doctor Pat) (1er mars 1967)
24. Cauchemar à Fort Killman (Nightmare at Fort Killman) (8 mars 1967)
25. Les fruits de l'amertume (Bitter Harvest) (15 mars 1967)
26. Une petite ville accueillante (A Welcoming Town) (22 mars 1967)
27. La fille au cheval pie (The Girl on the Pinto) (29 mars 1967)
28. La maîtresse de maison (Lady of the House) (5 avril 1967)
29. L'étrange enquête de Claire Bingham (The Strange Quest of Claire Bingham) (12 avril 1967)

### Sixième saison (1967-1968)
1. L'Homme qui nous a donnés (The Reckoning) (13 septembre 1967)
2. La Liste (The Deadly Past) (20 septembre 1967)
3. Une dame de Wichita (The Lady from Wichita) (27 septembre 1967)
4. L'Homme de l'Oklahoma (Star Crossed) (4 octobre 1967)
5. Johnny Moon (Johnny Moon) (11 octobre 1967)
6. Shérif pour rire (The Masquerade) (18 octobre 1967)
7. Le procès de Ah Sing (Ah Sing vs. Wyoming) (25 octobre 1967)
8. Automne amer (Bitter Autumn) (1er novembre 1967)
9. Un endroit pour mourir (A Bad Place to Die) (8 novembre 1967)
10. Une dette non payer (Paid in Full) (22 novembre 1967)
11. Rendre témoignage (To Bear Witness) (29 novembre 1967)
12. La terre qui tue (The Barren Ground) (6 décembre 1967)
13. Le tireur d'élite (Execution at Triste) (13 décembre 1967)
14. En toute justice (A Small Taste of Justice) (20 décembre 1967)
15. Le troupeau volé (The Fortress) (27 décembre 1967)
16. La charrette de la mort (The Death Wagon) (3 janvier 1968)
17. Jed (Jed) (10 janvier 1968)
18. Avec l'aide d'Ulysse (With Help from Ulysses) (17 janvier 1968)
19. Prisonnier sur parole (The Gentle Tamers) (24 janvier 1968)
20. La bandit au grand cœur (The Good-Hearted Badman) (7 février 1968)
21. Le vent de l'enfer (The Hell Wind) (14 février 1968)
22. Le chemin tortueux (The Crooked Path) (21 février 1968)
23. Stacey (Stacey) (28 février 1968)
24. Un Homme à tout faire (The Handy Man) (6 mars 1968)
25. La Décision (The Decision) (13 mars 1968)
26. La chasse au couguar (Seth) (20 mars 1968)

### Septième saison (1968-1969)
1. The Saddle Warmer (18 septembre 1968)
2. Silver Image (25 septembre 1968)
3. The Orchard (2 octobre 1968)
4. Vision of Blindness (9 octobre 1968)
5. The Wind of Outrage (16 octobre 1968)
6. Image of an Outlaw (23 octobre 1968)
7. The Heritage (30 octobre 1968)
8. Ride to Misadventure (6 novembre 1968)
9. The Storm Gate (13 novembre 1968)
10. Dark Corridor (27 novembre 1968)
11. The Mustangers (4 décembre 1968)
12. Nora (11 décembre 1968)
13. Big Tiny (18 décembre 1968)
14. Stopover (8 janvier 1969)
15. Death Wait (15 janvier 1969)
16. Last Grave at Socorro Creek (22 janvier 1969)
17. Crime Wave in Buffalo Springs (29 janvier 1969)
18. The Price of Love (12 février 1969)
19. The Ordeal (19 février 1969)
20. The Land Dreamer (26 février 1969)
21. Eileen (5 mars 1969)
22. Incident at Diablo Crossing (12 mars 1969)
23. Storm Over Shiloh (19 mars 1969)
24. The Girl in the Shadows (26 mars 1969)
25. Fox, Hound and the Widow McCloud (2 avril 1969)
26. The Stranger (9 avril 1969)

### Huitième saison (1969-1970)
1. The Long Ride Home (17 septembre 1969)
2. A Flash of Darkness (24 septembre 1969)
3. Halfway Back from Hell (1er octobre 1969)
4. The Power Seekers (8 octobre 1969)
5. Family Man (15 octobre 1969)
6. The Runaway (22 octobre 1969)
7. A Love to Remember (29 octobre 1969)
8. The Substitute (5 novembre 1969)
9. The Bugler (19 novembre 1969)
10. Home to Methuselah (26 novembre 1969)
11. A Touch of Hands (3 décembre 1969)
12. Journey to Scathelock (10 décembre 1969)
13. A Woman of Stone (17 décembre 1969)
14. Black Jade (31 décembre 1969)
15. You Can Lead a Horse to Water (7 janvier 1970)
16. Nightmare (21 janvier 1970)
17. Holocaust (28 janvier 1970)
18. Train of Darkness (4 février 1970)
19. A Time of Terror (11 février 1970)
20. No War for the Warrior (18 février 1970)
21. A King's Ransom (25 février 1970)
22. The Sins of the Fathers (4 mars 1970)
23. Rich Man, Poor Man (11 mars 1970)
24. The Gift (18 mars 1970)

### Neuvième saison (1970-1971)
1. The West vs. Colonel MacKenzie (16 septembre 1970)
2. The Best Man (23 septembre 1970)
3. Jenny (30 septembre 1970)
4. With Love, Bullets and Valentines (7 octobre 1970)
5. The Mysterious Mr. Tate (14 octobre 1970)
6. Gun Quest (21 octobre 1970)
7. Crooked Corner (28 octobre 1970)
8. Lady at the Bar (4 novembre 1970)
9. The Price of the Hanging (11 novembre 1970)
10. Experiment at New Life (18 novembre 1970)
11. Follow the Leader (2 décembre 1970)
12. Last of the Comancheros (9 décembre 1970)
13. Hannah (30 décembre 1970)
14. Nan Allen (6 janvier 1971)
15. The Politician (13 janvier 1971)
16. The Animal (20 janvier 1971)
17. The Legacy of Spencer Flats (27 janvier 1971)
18. The Angus Killer (10 février 1971)
19. Flight from Memory (17 février 1971)
20. Tate, Ramrod (24 février 1971)
21. The Regimental Line (3 mars 1971)
22. The Town Killer (10 mars 1971)
23. Wolf Track (17 mars 1971)
24. Jump-Up (24 mars 1971)

## Série dérivée
Le dernier épisode de la troisième saison introduit les personnages de la série Laredo.
Deux épisodes distincts de la série télévisée Le Virginien ont été remontés ultérieurement en un seul téléfilm, avec l’ajout d’une voix off pour lier les deux parties qui n’avaient aucun lien scénaristique.
Il s’agit des épisodes 1.09 It Tolls for Thee, réalisé par Samuel Fuller, et 6.01 The Reckoning, réalisé par Charles S. Dubin. Ce téléfilm, intitulé The Meanest Men in the West, est diffusé en 1974 aux États-Unis et sort sur les écrans français en juin 1977 sous le titre : Il était une fois deux salopards.

## DVD
La série est éditée en français chez Elephant Films et distribuée par Sony Pictures Home Entertainment. L'audio dispose d'un son stéréophonique (2.0) avec présence de sous-titres français. Le ratio écran est en 1.33:1 plein écran 4/3. Les épisodes sont remastérisés en haute définition. Chaque édition est zone All. Chaque coffret bénéficie, en supplément, des bandes annonces de l'éditeur.
- Le Virginien, saison 1 volume 1 (coffret 5 DVD) sorti le 24 septembre 2014. L'audio est en français et anglais. 10 épisodes dont 6 épisodes uniquement en VOST.
- Le Virginien, saison 1 volume 2 (coffret 5 DVD) sorti le 14 janvier 2015. L'audio est en français et anglais. 10 épisodes dont 2 épisodes uniquement en VOST.
- Le Virginien, saison 1 volume 3 (coffret 5 DVD) sorti le 25 mars 2015. L'audio est en français et anglais. 10 épisodes dont 6 épisodes uniquement en VOST.
- Le Virginien, intégrale saison 1 (coffret 15 DVD) sorti le 5 octobre 2015. L'audio est en français et anglais. 30 épisodes dont 14 épisodes uniquement en VOST.
- Le Virginien, saison 2 volume 1 (coffret 5 DVD) sorti le 21 octobre 2015. L'audio est en français et anglais. 10 épisodes dont 5 épisodes uniquement en VOST. En supplément, une présentation de la série et des interviews de Gary Clarke.
- Le Virginien, saison 2 volume 2 (coffret 5 DVD) sorti le 16 décembre 2015. L'audio est en français et anglais. 10 épisodes dont 5 épisodes uniquement en VOST. En supplément, des interviews de Gary Clarke (2ème partie).
- Le Virginien, saison 2 volume 3 (coffret 5 DVD) sorti le 24 février 2016. L'audio est en français et anglais. 10 épisodes dont 3 épisodes uniquement en VOST. En supplément, une interview de Robert Fuller.
- Le Virginien, saison 3 volume 1 (coffret 5 DVD) sorti le 27 avril 2016. L'audio est en anglais. 10 épisodes uniquement en VOST. En supplément, une interview de Peter Brown.
- Le Virginien, saison 3 volume 2 (coffret 5 DVD) sorti le 20 juillet 2016. L'audio est en anglais. 10 épisodes uniquement en VOST.
- Le Virginien, saison 3 volume 3 (coffret 5 DVD) sorti le 21 septembre 2016. L'audio est en anglais. 10 épisodes uniquement en VOST.
- Le Virginien, saison 4 volume 1 (coffret 5 DVD) sorti le 23 novembre 2016. L'audio est en anglais 10 épisodes uniquement en VOST.
- Le Virginien, saison 4 volume 2 (coffret 5 DVD) sorti le 18 janvier 2017. L'audio est en anglais. 10 épisodes uniquement en VOST à l'exception d'un épisode en français.
- Le Virginien, saison 4 volume 3 (coffret 5 DVD) sorti le 29 mars 2017. L'audio est en français et anglais. 10 épisodes dont un en VOST uniquement.
- Le Virginien, saison 5 volume 1 (coffret 5 DVD) sorti le 31 mai 2017. L'audio est en français et anglais. 10 épisodes dont 5 uniquement en VOST.
- Le Virginien, saison 5 volume 2 (coffret 5 DVD) sorti le 26 juillet 2017. L'audio est en français et anglais. 10 épisodes.
- Le Virginien, saison 5 volume 3 (coffret 5 DVD) sorti le 22 novembre 2017. L'audio est en français et anglais. 9 épisodes.
- Le Virginien, saison 6 volume 1 (coffret 5 DVD) sorti le 28 février 2018. L'audio est en français et anglais. 10 épisodes.
- Le Virginien, saison 6 volume 2 (coffret 4 DVD) sorti le 16 mai 2018. L'audio est en français et anglais. 8 épisodes.
- Le Virginien, saison 6 volume 3 (coffret 4 DVD) sorti le 22 août 2018. L'audio est en français et anglais. 8 épisodes.
- Le Virginien, saison 7 volume 1 (coffret 5 DVD) sorti le 24 octobre 2018. L'audio est en anglais. 10 épisodes.
- Le Virginien, saison 7 volume 2 (coffret 4 DVD) sorti le 30 janvier 2019. L'audio est en anglais. 8 épisodes.
- Le Virginien, saison 7 volume 3 (coffret 4 DVD) sorti le 22 mai 2019. L'audio est en anglais. 8 épisodes.